# Franz Ergert
Franz Ergert (* 24. November 1758 in Gabel; † 16. Juni 1831 auf Schloss Neu Falkenburg bei Gabel) war ein österreichischer Fabrikant und Pionier der Industrialisierung.

## Leben
Ergert erhielt seine erste Ausbildung in der Kattun-Manufaktur seines Vaters, mit dem er gemeinsam den Betrieb Mitte der 1790er Jahre durch Einführung mechanischer Webstühle zu einer frühindustriellen Baumwollfabrik ausbaute. Das Unternehmen erweiterte Ergert später noch um eine Textildruckerei sowie um Niederlassungen in Prag und Wien.
Die Kattunfabrik – damals die einzige in Gabel – wurde in den folgenden Jahren zu einer der Hauptproduktionsstätten für Baumwollwaren in Böhmen. Ergert steigerte die Kapazität seiner Fabrik bis zur enormen Zahl von 140 Webstühlen und machte sich damit zu einem bedeutenden Baumwollfabrikanten Böhmens und Industriellen seiner Zeit.  Die Fabrik erregte selbst das Interesse von Kaiser Napoleon I., der sich am 19. August 1813 in Gabel aufhielt.
Während der Napoleonischen Kriege wurde Ergerts Unternehmen erheblich in Mitleidenschaft gezogen. 1811 erlitt Ergert durch den Staatsbankrott Österreichs hohe Einbußen und Kapitalverlust. 1813 zerstörten dann noch einquartierte napoleonische Soldaten einen großen Teil seiner Webstühle, vermutlich als Vergeltung für Ergerts allseits bekannte führende Rolle in der Unterstützung des Krieges gegen Frankreich. Auch wenn es Ergert nach den Krisen- und Kriegsjahren nicht gelang, an seine anfänglichen enormen Erfolge anzuknüpfen, erhielt er doch die Fabrikation über diese Zeit aufrecht und baute seine Fabrik anschließend zu einem soliden Unternehmen weiter aus. Nach seinem Tode wurde die nunmehrige „k.k. landesbefugte Cotton- und Tüchelfabrik Franz Ergert & Sohn“ von seinem ältesten Sohn Wenzel weitergeführt.
Ergert leistete als Ratsherr der Stadt Gabel und als Förderer des öffentlichen Wohls viel Gutes; beispielsweise unterhielt er ein Armenhaus. 1809 förderte er den Freiheitskampf gegen Napoleon, indem er einen beträchtlichen Geldbetrag in die kaiserliche Kriegskasse spendete und Stoffe zur Ausrüstung des Schwarzen Korps des Herzogs von Braunschweig beisteuerte.
Eine besondere Bedeutung erlangte Ergert für das Schützenkorps seiner Heimatstadt. Zunächst als Schützenmeister, später als Hauptmann und Kommandant trieb er die Umwandlung der alt-ehrwürdigen Schützengesellschaft in eine damals modern bewaffnete und uniformierte Bürgerwehr voran. So stellte das Gabler Schützenkorps im Jahr 1800 mit namhaften Zulagen aus Ergerts eigenen Mitteln die verhältnismäßig hohe Zahl von zehn voll ausgerüstete Schützen zur Legion Erzherzog Karls . Ergert wurde hierfür von Kaiser Franz II. belobigt. Auch 1809 erhielt das Schützenkorps für noch weitere ausgerüstete und zur k.k Armee gestellte Schützen die allerhöchste Anerkennung. Das Korps wurde in dieser Zeit auf Ergerts Bemühen hin mit dem besonderen Privileg ausgezeichnet, eine kaisergelbe Fahne mit Doppeladler führen zu dürfen. Das Gabler Schützenkorps blieb bis zum Ende des 19. Jahrhunderts eng mit der Familie Ergert verbunden: Ergerts Sohn und auch sein Enkel, der Bürgermeister Wilhelm Ergert, waren langjährige Schützenhauptleute und Korpskommandanten.